# Google混搭編輯器
Google Mashup Editor是Google提供的一个混搭创作服务。
在關閉前，Google Mashup Editor还是一个限制性的服务，只提供给少数的开发者。要使用Google Mashup Editor，首先需要申请邀请。
它是Yahoo! Pipes与Microsoft Popfly的直接竞争对手。
该服务已经於2009年关闭，Google希望其用户转移到Google App Engine。